# Volkspark Humboldthain
Il Volkspark Humboldthain (letteralmente: «parco pubblico del colle Humboldt») è un parco di Berlino, nel quartiere di Gesundbrunnen.
È posto sotto tutela monumentale (Denkmalschutz).

## Storia
Il parco, nato per commemorare i 100 anni dalla nascita dello scienziato Alexander von Humboldt, venne realizzato dal 1869 al 1872 su progetto del paesaggista Gustav Meyer.
Nel 1941 all'interno del parco vennero erette due torri contraeree («Flakturm»); a causa della loro importanza strategica lo Humboldthain fu teatro di violenti combattimenti che ne distrussero completamente il patrimonio arboreo.
Il parco venne ridisegnato dal 1948 al 1951 secondo un progetto di Günther Rieck; analogamente a quanto avvenuto al parco Friedrichshain, le due Flakturm vennero nascoste da due colline artificiali realizzate con il materiale edilizio proveniente dalle rovine di edifici bombardati.

## Caratteristiche
In origine il parco venne disegnato in uno stile misto, con ampie aree in stile paesaggista, un ingresso monumentale sul lato sud e un monumento a Humboldt.
Dalla ricostruzione post-bellica il parco è caratterizzato dalle due colline artificiali boscose, separate da una valletta disegnata a prato. La collina settentrionale è coronata nel suo punto più alto dal monumento alla Riunificazione tedesca (opera di Arnold Schatz del 1967) con una terrazza da cui si gode una vista panoramica sulla città; la collina meridionale ospita invece una pista per slittini.
Fra i punti d'interesse posti all'interno del parco si segnalano il roseto (Rosengarten), la chiesa dell'Ascensione (progettata da Otto Bartning e costruita dal 1954 al 1956) e il centro balneare Humboldthain.